# Schwedische Verfassung von 1634
Die Schwedische Verfassung von 1634 (schwedisch 1634 års regeringsform) war von 1634 bis 1772 ein grundlegendes staatsrechtliches Verfassungsdokument in Schweden. Es war bis 1772 auch in Finnland in Kraft.

## Geschichte
Bereits 1617 war eine Reichstagsordnung (Riksdagsordningen) erlassen worden, Nach der die vier Stände getrennt voneinander tagten und entschieden. Entscheidungen erforderten die Zustimmung von mindestens drei Ständen. 1622 wurde eine neue Ritterhausordnung erlassen, die die Rechte der Adelskammer stärkte. Nachdem König König Gustav Adolf 1632 gefallen war,  trat dessen unmündige Tochter Christina unter Vormundschaft der Mutter Maria Eleonora die Regentschaft an. Die eigentliche Macht lag beim Kanzler Axel Oxenstierna, der als Verfasser der Schwedischen Verfassung von 1634 gilt. Das am 29. Juli 1634 in Kraft getretene Dokument wird von einem Teil der Forschung als „erste Verfassungsurkunde unserer Zeit“  betrachtet. Die Verfassung von 1634 erweiterte die älteren drei Kollegien Hofgericht, Kanzlei und Rechenkammer um den Kriegsrat und die Admiralität, die zusammen den Reichsrat bildeten. Wenngleich spätere Könige die Verfassung ablehnten und auch der schwedische Ständereichstag gegen einzelne Bestimmungen ankämpfte, blieb die Schwedische Verfassung von 1634 für fast ein Jahrhundert ein bestimmendes Rechtsdokument. Auf den Reichstagen von 1719 und 1720 nutzten die Stände dann die unklaren Thronfolge-Verhältnisse nach dem Tod von Karl XII., um eine Regelung durchzusetzen, die dem Ständereichstag die alleinige Gesetzgebung übertrug. Die sogenannte Freiheitszeit (frihetstid), für die ein ständischer Parlamentarismus prägend gewesen war und dem Adel weitgehende Vorrechte gebracht hatte, endete mit der von König Gustav III. durchgesetzten Schwedischen Verfassung von 1772. Mit der neuen, autoritären Verfassung sicherte sich der König Gustav III. selbst einen erheblich größeren Einfluss auf die Geschicke seines Landes.